# Rimedio: la Geografia
Rimedio: la Geografia è una novella di Luigi Pirandello pubblicata per la prima volta nel 1920 . Fu inclusa come tredicesima novella nella prima raccolta Lo scialle nero pubblicata nel 1922 delle Novelle per un anno.

## Trama
E per non divagar troppo, e sistemarvi in qualche modo l'immaginazione, che non abbia a stancarvisi soverchiamente, fate come ho fatto io, che a ciascuno dei miei quattro figliuoli e a mia moglie ho assegnato una parte di mondo, a cui mi metto subito a pensare, appena essi mi diano un fastidio o una afflizione.»
La Geografia come rimedio all'oppressione della vita quotidiana: è la soluzione trovata dal protagonista della novella durante l'ennesima veglia notturna al capezzale della madre morente.

## Edizioni
- Luigi Pirandello, Novelle per un anno, Prefazione di Corrado Alvaro, Mondadori 1956-1987, 2 volumi. 0001690-7
- Luigi Pirandello, Novelle per un anno, a cura di Mario Costanzo, Prefazione di Giovanni Macchia, I Meridiani, 2 volumi, Arnoldo Mondadori, Milano 1987 EAN: 9788804211921
- Luigi Pirandello, Tutte le novelle, a cura di Lucio Lugnani, Classici Moderni BUR, Milano 2007, 3 volumi.
- Luigi Pirandello, Novelle per un anno, a cura di S. Campailla, Newton Compton, Grandi tascabili economici.I mammut, Roma 2011 Isbn 9788854136601
- Luigi Pirandello, Novelle per un anno, a cura di Pietro Gibellini, Giunti, Firenze 1994, voll. 3.